# San Andres (Quezon)
San Andres ist eine philippinische Stadtgemeinde in der Provinz Quezon. Sie hat 35.780 Einwohner (Zensus 1. August 2015). Die Gemeinde liegt auf der Bondoc-Halbinsel an der Küste des Golfes von Ragay. Zum Gemeindegebiet gehört das Alibijaban Wilderness Area, auf der gleichnamigen Insel.

## Baranggays
San Andres ist politisch in sieben Baranggays unterteilt.
- Alibihaban
- Camflora
- Mangero
- Pansoy
- Tala
- Talisay
- Poblacion